# Паоли, Цезарь
Цезарь Паоли (правильнее Чезаре; 10 ноября 1840, Флоренция — 20 января 1902, там же) — итальянский архивист, палеограф и историк дипломатии.

## Биография
Родился в семье известного тосканского адвоката. Образование в области палеографии и дипломатии получил при Центральном государственном архиве Флоренции, в котором затем работал архивариусом. В 1865 году перешёл в архив Сиены, с 1874 года преподавал латинскую палеографию и историю дипломатии в Институте высших исследований во Флоренции: сначала в звании экстраординарного, а с 1886 года ординарного профессора вспомогательных исторических дисциплин, занимаясь там же изучением старинных документов. С 1887 по 1902 год, то есть до конца жизни, редактировал журнал «Archivio storico italiano», издававшийся управлением отечественной истории Тосканы.
Кроме множества статей по истории Флоренции и по своей специальности, написал труд «Programma scolastico di paleografia latina e di diplomatica» (Флоренция, 3 тома 1888—1894, 2 -е издание в 1900 году). Эта работа, неоднократно переиздававшаяся и переведённая на немецкий язык (издана в 3 томах в 1895—1900 годах), стала важным вкладом в развитие обеих наук (палеографии и истории дипломатии) в Италии.